# Ubisoft Connect
Ubisoft Connect је услуга дигиталне дистрибуције, управљања дигиталним правима, више играча и комуникација коју је развио Ubisoft како би пружио искуство слично достигнућима / трофејима које нуде разне друге компаније за игре. То је проширење и ребрендирање претходне Ubisoftove услуге Uplay, која је први пут представљена 2009. године, док је Ubisoft Connect ребрендинг уведен 2020. Услуга се пружа на различитим платформама. На Ubisoft Connect клијенту користе се искључиво Ubisoft игре.

## Карактеристике
Са изласком Assassin’s Creed II у 2009. години, Убисофт је лансирао Uplay. Uplay дозвољава играчима да се повежу са другим играма и да, кроз достигнућа звана „Акције“, зараде награде у Јуплеј играма. Главни извршни директор Убисофта, Јвес Гилмонт (енг. Yves Guillemont) рекао је: „Што више играте, више ствари ћете моћи да добијете“.
Ubisoft Connect (раније Uplay) служи као комбинација бесплатног система награђивања  и система онлајн профила за играче Ubisoft игара. Док играју Ubisopft игре, играчи могу да постигну достигнућа у игри која доносе бодове према њиховом профилу. Затим могу да искористе ове бодове за садржај унутар игре у великом броју Убисофтових игара или да добију попуст од 20% са 100 поена(Ubisoft Units-a). Играчи такође могу да воде спискове пријатеља који ће се користити у разним играма за помоћ.

## Клијент
Јуплеј десктоп клијент објављен је 3. јуна 2012. и заменио је Убисофт гејм ланчер (енг. Ubisoft Game Launcher). Клијент за десктоп повезује Јуплеј валуту, награде и повезује играчев Уби профил преко свих платформи (конзола, фејсбука, PC-a и мобилних телефона) у једну апликацију. Клијент је сличан валвеовом (енг. Valve) стиму (енг. Steam) и ориџину (енг. Origin) од ЕА гејмса (енг. EA games), где корисник може да купи и покрене игре из апликације.
Један Јуплеј налог је потребан клијенту за приступ и може се користити преко различитих платформи, а могућ је и приступ Убисофтовом онлајн сајту и форумима. Ако потрошачи већ имају Јуплеј налог, могу се улоговати преко постојоће акредативе налога за пријављивање на Јуплеј десктоп клијент, у супротном, добиће могућност да направе нови налог након прве конекције на клијент.

### Дигитална права
Када је прво покренута, виндоус верзија Јуплеја захтевела је од играча да одржава константну конекцију са интернетом како би играо Јуплеј игре. Јуплеј игре се не би покренуле без активне конекције са интернетом, а губљење конекције усред игре би зауставило игру и вратило корисника на последњи чекпоинт (енг. checkpoint) или сејв (енг. Save), у зависности од игре. Неке игре као „Assassins creed II“, касније су надограђене да сачувају играчеву тачну локацију пре него што је био дисконектован, па, када поново успостави везу са интернетом, игра враћа играча на то место. Ова шема је убрзо била под нападом. Било је то након (DDoS - Dediceted Denial of Service) напада на Убисофтове сервере у марту, па игре Silent Hunter 5 и Assassin’s Creed II није било могуће играти неколико дана.
Услов да се увек буде на мрежи је тихо укинут из постојећих Јуплеј игри, и то крајем 2010. Године. Он је замењен једном валидацијом при покретању игре. Међутим, увек онлајн услов вратио се 2011. године са изласком Driver: San Francisco и From Dust. From Dust је требало да има самоактивацију при првом покретању и то је Убисофт експлицитно рекао пре пуштања игре у продају. Тако да је From Dust касније био ажуриран и уклонили су увек онлајн услов.
У септембру 2012. Убисофтови запослени су потврдили у интервјуу да ниједна следећа игра неће користити увек онлајн услов. Уместо тога игре ће се активирати при инсталацији. Међутим, The Crew захтева од играча да увек буде онлајн да би играо игру.
Одређене Убисофт игре су захтевале од играча да има онлајн пропусницу познатију као Јуплеј пасош (енг. Uplay Passport) за приступ онлајн и мултиплејер садржају. У октобру 2013, Убисофт је најавио да ће престати да користи онлајн пропуснице на будућим играма и учинили су да Јуплеј пасош за Assassin’s Creed IV: Black Flag буде доступан свим играчима бесплатно.

### Руткит наводи
У јулу 2012. године, Тавис Орманди (енг. Tavis Ormandy), инжињер информационих безбедности у Гуглу (енг. Google), тврдио је да је Јуплејево „управљање дигиталним рестрикцијама“ (енг. Digital Restrictions Management, DRM) руткит и да представља озбиљан безбедносни ризик. Софтвер инсталира додатак у претраживач који има приступ систему. Орманди је написао код као доказ да је Јуплејов ДРМ руткит. Убисофт је код исправио са верзијом 2.0.4, 30. јула 2012.

## Рецепција
Јавност у главном није задовољна Јуплејем и рецензије су често негативне. Џон Волкер (енг. John Walker), писац за Рок пејпер шотган (енг. Rock, Paper, Shotgun), назвао је Јуплеј „техничком збрком“ и рекао је да „очајнички треба да нестане“, у светлу колапса сервера око изласка Far Cry 3, где је игру није ни било могуће играти. Кајл Орланд (енг. Кyle Orland), новинар Арс технике (енг. Ars Technica), каже да „Јуплеј није баш мио заједницама PC гејминга“, описујући историју техничких грешака и проблема везаних за сервере и заштиту. Џофри Тим (енг. Geoffrey Tim), пишући за Лејзи гејмер.нет (енг. Lazygamer.net), назвао је Јуплеј „најгором ствари“ о Убисофтовим „иначе добрим“ играма и практично критиковао што ради упоредо са стимом када су Убисофтове игре купљене на тој платформи. Патрик Клепек (енг. Patrick Klepek), пишући за Џајант бомб (енг. Giant Bomb), критиковао је исто то, говорећи да из Убисофтове жеље да води свој дистрибуциони сервис не произилазе никакве бенифиције за потрошачиме, а тактике које су користили да покушају да привуку људе назвао је иритантним и недопадљивим. Пишући за ГеџетРевју (енг. GadgetReview) Шон Сендерс (енг. Shawn Sanders) је поредио три битне платформе за дистрибуцију – Јуплеј, Стим и Ориџин. Пом приликом је критиковао Јуплеј због коришћења велике количине меморије, при чему нуди мање могућности него конкуренти. Сумирајући популарно мишљење услуге, ВГ247 (ЕНГ. VG247) Брена Хилиер (ЕНГ. Brenna Hillier) је рекла „да Јуплеј јесте један од мање популарних PC DRM (енг. Digital Restrictions Management) система, али да све ваше жарке жеље да он умре нису биле успешне“.

## Јуплеј игре
- Anno 2070
- Assassin's Creed II
- Assassin's Creed III
- Assassin's Creed IV: Black Flag
- Assassin's Creed: Brotherhood
- Assassin's Creed: Liberation
- Assassin's Creed: Multiplayer Rearmed
- Assassin's Creed: Project Legacy
- Assassin's Creed: Recollection
- Assassin's Creed: Revelations
- Assassin's Creed Rogue
- Assassin's Creed Unity
- Assassin's Creed Syndicate
- Brothers in Arms: Furious 4
- Call of Juarez: Gunslinger
- Call of Juarez: The Cartel
- Child of Light
- Driver: San Francisco
- ESPN Sports Connection
- Far Cry 3
- Far Cry 3: Blood Dragon
- Far Cry 4
- Flashback (2013)
- From Dust
- Just Dance 3 (Xbox 360 version only)
- Just Dance 4
- Just Dance 2014
- Marvel Avengers: Battle for Earth
- Might & Magic Heroes VI
- Might & Magic Heroes VI: Shades of Darkness
- Might & Magic Heroes VII
- Might & Magic X: Legacy
- The Mighty Quest for Epic Loot
- MotionSports
- MotionSports Adrenaline
- My Fitness Coach Club
- Prince of Persia: The Forgotten Sands
- PowerUp Heroes
- Pure Football
- R.U.S.E.
- Rabbids Land
- Raving Rabbids: Alive & Kicking
- Rayman Legends
- Rayman Origins
- Rocksmith 2014
- Shaun White Skateboarding
- Silent Hunter 5: Battle of the Atlantic
- Spartacus Legends
- The Adventures of Tintin: The Secret of the Unicorn
- The Crew
- The Settlers 7: Paths to a Kingdom
- Tom Clancy's H.A.W.X. 2
- Tom Clancy's Ghost Recon: Future Soldier
- Tom Clancy's Splinter Cell: Blacklist
- Tom Clancy's Splinter Cell: Conviction
- Tom Clancy's The Division
- Trials Evolution: Gold Edition
- Trials Frontier
- Trials Fusion
- Toys'R'Us Towers
- Valiant Hearts: The Great War
- Watch Dogs
- Your Shape: Fitness Evolved
- Your Shape: Fitness Evolved 2012
- Your Shape: Fitness Evolved 2013
- ZombiU